# Реус Валентин Миколайович
Валенти́н Микола́йович Ре́ус (21 листопада 1940 , Кам'янецьке, Тростянецький район, Сумська область, Українська РСР, СРСР  — 26 вересня 2014 , Київ ) — український співак (бас профундо), лауреат Державної премії УРСР імені Тараса Шевченка (1985), народний артист УРСР (1987).

## Життєпис
Народився 21 листопада 1940 року в селі Кам'янецьке Тростянецького району на Сумщині.
1960 року закінчив Харківське музичне училище.
Виступав у Державній капелі бандуристів.
Працював в Білорусі.
Помер 26 вересня 2014 року в Києві, похований на Лісовому кладовищі.

## Творча діяльність
З часу заснування вокального квартету «Явір» 1966 року й до смерті — його незмінний учасник.
1983-го вирушає у складі колективу на гастролі до Монреаля (Канада).
У 1986 році здійснено понад 80 концертів перед ліквідаторами ЧАЕС.
1989 року — гастролі у Вінніпегу (Канада 1989 року), Американське турне (32 міста, 1996), та в Торонто (Канада).
Знято музичні фільми за участю та про колектив «Явора»
- «Співає квартет Явір»;
- «Земля моя світла»;
- «Розцвітає рута-м'ята» (1981);
- «Усмішки Нечипорівки» (1982).

## Дискографія
1982 року випущено першу платівку «Українські народні пісні».
1989 — Цього часу виходять два альбоми, видані в Канаді лейблом «Yevshan Records»/
1991 — 4 компакт-диски видано в Україні.

## Нагороди і відзнаки
1985 — Лауреат Шевченківської премії 1985 року — разом з Володимиром Дідухом, Романом Іванським, Євгеном Прудкіним та Олесем Харченком — за концертні програми 1982—1984 років.
1987 — народний артист України
1999 — орден «За заслуги» 3 ступеня